# 수안세스역
수안세스역(스페인어: Suanzes)은 마드리드 지하철 5호선의 역이다. 마드리드 산블라스카니예하스 구의 알칼라 거리 지하에 위치해 있으며, 역 부근에 킨타 데 로스 몰리노스 공원이 있다. 요금구역상으로는 A구역에 속한다.

## 역사
1980년 1월 18일 5호선이 시우다드 리네알에서 카니예하스 역까지 연장되면서 영업에 들어갔다. 2017년 여름에는 리모델링 공사가 완료되어 대리석 벽을 초록색 비트렉스 소재로 바꿨다.

## 환승 정보
역 주변에 시내버스 정류장이 두 곳 있다.
버스
- 시내버스
  - 77, 104번 노선 (주간)
  - N5번 노선 (야간)

지하철
| 마드리드 지하철                  | 마드리드 지하철       | 마드리드 지하철              |
| -------------------------------- | --------------------- | ---------------------------- |
| 토레 아리아스 알라메다 데 오수나 | 마드리드 지하철 5호선 | 시우다드 리네알 카사 데 캄포 |